# Venom Games
Venom Games Limited — британський розробник відеоігор, що базувався в Ґейтсхеді, Англія. Студію заснував Пітер Джонсон у 2003 році як наступника компанії Rage Newcastle. У 2004 році компанію придбали Take-Two Interactive, включивши її до складу свого лейблу 2K. У липні 2008 року студію закрили.

## Історія
Venom Games заснували у 2003 році, як наступницю раніше закритої студії Rage Newcastle, що входила до складу Rage Games. Очолив новостворену студію Пітер Джонсон.
У 2004 році компанію придбали Take-Two Interactive. Переговори щодо угоди вела юридична фірма Weightmans. 25 січня 2005 року Take-Two Interactive повідомили про заснування видавничого лейблу 2K, до якого згодом увійшли їхні дочірні студії, зокрема Venom Games.
2 липня 2008 року працівникам Venom Games повідомили, що студію планують закрити до кінця місяця. Take-Two Interactive підтвердили, що «оцінюють роль Venom Games» і «розглядають можливість скорочення персоналу», хоча остаточне рішення мало бути ухвалене «після консультацій із працівниками». Попри це, студію Venom Games закрили того ж року.

## Розроблені відеоігри
| Рік  | Назва                           | Платфор        | Видаваць  |
| ---- | ------------------------------- | -------------- | --------- |
| 2004 | Rocky Legends                   | Play Station 2 | Ubisoft   |
| 2004 | Rocky Legends                   | Xbox           | Ubisoft   |
| 2006 | Prey (лише портування)          | Xbox 360       | 2K Games  |
| 2008 | Don King Presents: Prizefighter | Xbox 360       | 2K Sports |